# Patinage artistique aux Jeux olympiques de 1932
Navigation
Saint-Moritz 1928 Garmisch-Partenkirchen 1936
Les épreuves de patinage artistique aux Jeux olympiques d'hiver de 1932 se déroulent du 8 au 12 février 1932 à la Jack Shea Arena de Lake Placid aux États-Unis. 
Les compétitions regroupent treize pays et trente-neuf athlètes (dix-huit hommes et vingt-et-une femmes). 
Trois épreuves sont disputées :
- Concours Messieurs (le 8 février pour les figures imposées et le 9 février pour le programme libre).
- Concours Dames (le 9 février pour les figures imposées et le 10 février pour le programme libre)
- Concours Couples (le 12 février)

## Déroulement des épreuves
Le concours de patinage artistique messieurs se tient le 8 février 1932 à Lake Placid. Devant une foule considérable, l'Autrichien Karl Schäfer, détenteur du titre européen, accomplit ses figures avec brio et soulèvent de vives applaudissements. Son principal rival, le triple champion olympique suédois Gillis Grafström, blessé quelques jours auparavant, chute dès sa première figure, le rocker, et doit recommencer son programme. Les résultats ne sont connus que le lendemain de la compétition en raison de la complexité des figures imposées. Au lendemain de la compétition, Sixtus Jonhson, le président du comité olympique suédois, présente des excuses publiques pour la médiocre performance de Grafström. L'athlète olympique suédois déclare ne pas être en forme et n'avoir participé aux épreuves que pour faire plaisir au prince héritier de Suède. Il accuse également Schäfer de s'être servi d'un modèle de patin dont il est l'inventeur. Le triomphe de Karl Schäfer est indiscutable, il enlève cinq places de premier et deux de second.
En patinage artistique dames, la gracieuse Sonja Henie est grandement favorite mais elle trouve dans l'Autrichienne Fritzi Burger une concurrente de taille. Après un duel disputé, acharné, Henie remporte la compétition assez nettement, les sept juges la donnent première lors de ses deux prestations,. Vedette mondiale, dominatrice depuis son premier titre olympique aux Jeux de 1928, Henie enthousiasme les spectateurs lors de la prestation libre avec des sauts incroyables.
La compétition en couple, prévue dans le programme olympique jeudi 11, est reporté au soir du vendredi 12. Pour l'occasion, la patinoire est pleine, 3 200 spectateurs se sont massés, certains debout, pour suivre l'épreuve. Le jury international se compose ainsi : Torchon (France), Minicj (Hongrie), Grunauer (Autriche), Mac Dougal (Canada), Bryn (Norvège), Jacobson (Finlande) et Clark (Angleterre). Les Français Andrée et Pierre Brunet remportent la médaille d'or. Surclassant les six autres couples de la compétition, ils devancent de plus de 100 points leurs dauphins et sont célébrés par le public bien avant le verdict des sept juges.

## Participants
39 patineurs de 13 nations participent aux Jeux olympiques d'hiver de 1932 : 18 hommes et 21 femmes.
La Hongrie et le Japon participent pour la première fois aux épreuves de patinage artistique des Jeux olympiques d'hiver.
| Pays            | Participants Hommes                                                                     | Participantes Femmes                                                                           | Nombre d'hommes | Nombre de femmes | Nombre total |
| --------------- | --------------------------------------------------------------------------------------- | ---------------------------------------------------------------------------------------------- | --------------- | ---------------- | ------------ |
| Allemagne       | Ernst Baier                                                                             |                                                                                                | 1               | 0                | 1            |
| Autriche        | Karl Schäfer                                                                            | Fritzi Burger                                                                                  | 1               | 1                | 2            |
| Belgique        |                                                                                         | Yvonne de Ligne                                                                                | 0               | 1                | 1            |
| Canada          | Chauncey Bangs Montgomery Wilson                                                        | Frances Claudet Elizabeth Fisher Mary Littlejohn Constance Wilson-Samuel                       | 2               | 4                | 6            |
| États-Unis      | Sherwin Badger Gail Borden James Lester Madden William Nagle Joseph Savage Roger Turner | Margaret Bennett Suzanne Davis Beatrix Loughran Gertrude Meredith Maribel Vinson Louise Weigel | 6               | 6                | 12           |
| Finlande        | Marcus Nikkanen                                                                         |                                                                                                | 1               | 0                | 1            |
| France          | Pierre Brunet                                                                           | Andrée Joly                                                                                    | 1               | 1                | 2            |
| Hongrie         | Sándor Szalay László Szollás                                                            | Olga Orgonista Emília Rotter                                                                   | 2               | 2                | 4            |
| Japon           | Ryuichi Obitani Kazuyoshi Oimatsu                                                       |                                                                                                | 2               | 0                | 2            |
| Norvège         |                                                                                         | Sonja Henie                                                                                    | 0               | 1                | 1            |
| Royaume-Uni     |                                                                                         | Cecilia Colledge Joan Dix Mollie Phillips Megan Taylor                                         | 0               | 4                | 4            |
| Suède           | Gillis Grafström                                                                        | Vivi-Anne Hultén                                                                               | 1               | 1                | 2            |
| Tchécoslovaquie | Walther Langer                                                                          |                                                                                                | 1               | 0                | 1            |
| Total           | Total                                                                                   | Total                                                                                          | 18              | 21               | 39           |

## Podiums
| Épreuves                      | Or                         | Argent                            | Bronze                         |
| ----------------------------- | -------------------------- | --------------------------------- | ------------------------------ |
| Messieurs résultats détaillés | Karl Schäfer               | Gillis Grafström                  | Montgomery Wilson              |
| Dames résultats détaillés     | Sonja Henie                | Fritzi Burger                     | Maribel Vinson                 |
| Couples résultats détaillés   | Andrée Joly/ Pierre Brunet | Beatrix Loughran / Sherwin Badger | Emilia Rotter / László Szollás |

## Tableau des médailles
| Rang  | Pays       | Médaille d'or, Jeux olympiques | Médaille d'argent, Jeux olympiques | Médaille de bronze, Jeux olympiques | Total |
| 1     | Autriche   | 1                              | 1                                  | 0                                   | 2     |
| 2     | France     | 1                              | 0                                  | 0                                   | 1     |
| 2     | Norvège    | 1                              | 0                                  | 0                                   | 1     |
| 4     | États-Unis | 0                              | 1                                  | 1                                   | 2     |
| 5     | Suède      | 0                              | 1                                  | 0                                   | 1     |
| 6     | Canada     | 0                              | 0                                  | 1                                   | 1     |
| 6     | Hongrie    | 0                              | 0                                  | 1                                   | 1     |
| Total | Total      | 3                              | 3                                  | 3                                   | 9     |

## Détails des compétitions

### Messieurs
| Rang | Nom                 | Nation          | Places | Points | Fig. impo. | Prog. libre |
| ---- | ------------------- | --------------- | ------ | ------ | ---------- | ----------- |
| 1    | Karl Schäfer        | Autriche        | 9.0    | 2602.0 | 1          | 1           |
| 2    | Gillis Grafström    | Suède           | 13.0   | 2514.5 | 2          | 2           |
| 3    | Montgomery Wilson   | Canada          | 24.0   | 2448.3 | 3          | 3           |
| 4    | Marcus Nikkanen     | Finlande        | 28.0   | 2420.1 | 4          | 4           |
| 5    | Ernst Baier         | Allemagne       | 35.0   | 2334.8 | 6          | 5           |
| 6    | Roger Turner        | États-Unis      | 40.0   | 2297.6 | 5          | 6           |
| 7    | James Lester Madden | États-Unis      | 52.0   | 2049.6 | 8          | 7           |
| 8    | Gail Borden         | États-Unis      | 54.0   | 2110.8 | 7          | 9           |
| 9    | Kazuyoshi Oimatsu   | Japon           | 67.0   | 1978.6 | 10         | 8           |
| 10   | Walther Langer      | Tchécoslovaquie | 70.0   | 1964.3 | 9          | 11          |
| 11   | William Nagle       | États-Unis      | 77.0   | 1884.8 | 12         | 10          |
| 12   | Ryuichi Obitani     | Japon           | 79.0   | 1856.7 | 11         | 12          |

### Dames
| Rang | Nom                     | Nation      | Places | Points | Fig. impo. | Prog. libre |
| ---- | ----------------------- | ----------- | ------ | ------ | ---------- | ----------- |
| 1    | Sonja Henie             | Norvège     | 7.0    | 2302.5 | 1          | 1           |
| 2    | Fritzi Burger           | Autriche    | 18.0   | 2167.1 | 2          | 2           |
| 3    | Maribel Vinson          | États-Unis  | 23.0   | 2158.8 | 3          | 3           |
| 4    | Constance Wilson-Samuel | Canada      | 28.0   | 2129.5 | 4          | 5           |
| 5    | Vivi-Anne Hultén        | Suède       | 29.0   | 2129.5 | 5          | 4           |
| 6    | Yvonne de Ligne         | Belgique    | 45.0   | 1942.5 | 6          | 6           |
| 7    | Megan Taylor            | Royaume-Uni | 55.0   | 1911.8 | 7          | 7           |
| 8    | Cecilia Colledge        | Royaume-Uni | 64.0   | 1851.6 | 8          | 10          |
| 9    | Mollie Phillips         | Royaume-Uni | 63.0   | 1864.7 | 9          | 9           |
| 10   | Joan Dix                | Royaume-Uni | 75.0   | 1833.6 | 11         | 11          |
| 11   | Margaret Bennett        | États-Unis  | 75.0   | 1826.8 | 12         | 8           |
| 12   | Suzanne Davis           | États-Unis  | 83.0   | 1780.4 | 10         | 14          |
| 13   | Elizabeth Fisher        | Canada      | 82.0   | 1801.0 | 13         | 12          |
| 14   | Louise Weigel           | États-Unis  | 92.0   | 1769.4 | 14         | 13          |
| 15   | Mary Littlejohn         | Canada      | 101.0  | 1711.6 | 15         | 15          |

### Couples
| Rang | Nom                                         | Nation     | Places | Points |
| ---- | ------------------------------------------- | ---------- | ------ | ------ |
| 1    | Andrée Joly / Pierre Brunet                 | France     | 12.0   | 76.7   |
| 2    | Beatrix Loughran / Sherwin Badger           | États-Unis | 16.0   | 77.5   |
| 3    | Emília Rotter / László Szollás              | Hongrie    | 20.0   | 76.4   |
| 4    | Olga Orgonista / Sándor Szalay              | Hongrie    | 28.0   | 72.2   |
| 5    | Constance Wilson-Samuel / Montgomery Wilson | Canada     | 35.0   | 69.6   |
| 6    | Frances Claudet / Chauncey Bangs            | Canada     | 36.0   | 68.9   |
| 7    | Gertrude Meredith / Joseph Savage           | États-Unis | 49.0   | 59.8   |